# Marq Torien
Marq Torien (nacido Mark Joseph Maytorena el 22 de septiembre de 1961 en Los Ángeles, California) es el cantante actual de BulletBoys. Él es el único miembro que ha permanecido con el grupo desde el lanzamiento de su álbum debut homónimo en 1988.
Antes de BulletBoys, Torien era un guitarrista en la banda Ratt, un guitarrista de la banda Hawk, un miembro de artistas de Motown Kagny y Dirty Rats, un vocalista brevemente para la banda King Kobra., [1] y el cantante principal de la banda Marquis/Touch.
Además de cantar con BulletBoys, tuvo proyectos en solitario que incluyen: Sexual Chocolate, Ten-Cent Billionaries, y This.
Torien añadió vocales en la pista "Texas Lawman" de los reguladores en su 1993 álbum homónimo en Polygram / Polydoor
Torien proporcionó la voz principal de dos pistas en el segundo álbum de Monroe St. d en 1994. Las pistas son "Dogtown" y "One More Tonight"
En el libro Off the Rails de Rudy Sarzo, Sarzo cuenta una historia sobre la audición de Torien para la banda de Ozzy Osbourne después de la muerte de Randy Rhoads como guitarrista del grupo.
- Datos: Q3849803